# Conclave del 1572
Il conclave del 1572 venne convocato a seguito della morte di papa Pio V, avvenuta il 1º maggio, e si svolse nei giorni 12-13 maggio nel Palazzo Apostolico di Roma. Si concluse con l'elezione del cardinale Ugo Boncompagni, che con il nome di Gregorio XIII divenne il 226º papa della Chiesa cattolica. Al conclave parteciparono 53 porporati. Fu uno dei conclavi più brevi della storia, essendo durato meno di due giorni. Nel XVI secolo solamente un altro conclave ebbe pari durata: quello che portò all'elezione di Giulio II (31 ottobre – 1º novembre 1503).

## Sede Vacante
Pio V soffriva da lungo tempo di calcolosi renale, che nei primi giorni di marzo 1572 gli provocò anche grave disuria e insonnia. Refrattario per pudore personale a venire visitato dai medici, fu in grado di impartire la benedizione alla folla in occasione della Pasqua (21 marzo), quindi le sue condizioni si aggravarono sensibilmente dalla metà di aprile. Perse quindi conoscenza negli ultimi giorni del mese e morì la sera del primo maggio.

## Svolgimento
All'apertura del conclave, il 12 maggio, i favoriti a succedere al Soglio di Pietro erano sostanzialmente due: Alessandro Farnese e il Morone. Nonostante potesse contare su un vasto pacchetto di voti, l'opposizione di Filippo V di Spagna fece sfumare rapidamente la sua candidatura. Fallì sia il tentativo di Ippolito d'Este, leader della fazione francese, avversato fortemente dal Farnese e dalla maggior parte delle creazioni di Papa Pio IV, che del Morone, i cui sostenitori avevano tentato di eleggerlo per acclamazione il primo giorno di conclave. 
A questo punto i cardinali "riformatori", guidati dal Borromeo, individuarono in Ugo Buoncompagni, gradito alla Spagna, una possibile alternativa. In breve il consenso fu unanime e il 14 maggio venne eletto Papa, scegliendo il nome di Gregorio XIII. Fu incoronato il 20 maggio e prese ufficialmente possesso della Basilica Laterana il 27 dello stesso mese.

## Composizione del Sacro Collegio

### Cardinali presenti in conclave
| Nome                                     | Paese                          | Titolo                                                  | Incarichi | Nascita                    | Creazione                      |
| ---------------------------------------- | ------------------------------ | ------------------------------------------------------- | --- | -------------------------- | ------------------------------ |
| Gianpaolo della Chiesa                   | Ducato di Milano               | San Pancrazio fuori le mura                             | Prefetto del Supremo Tribunale della Segnatura Apostolica                                                                             | 1521                       | 24 marzo 1568 da Pio V         |
| Giovanni Gerolamo Morone                 | Ducato di Milano               | Ostia e Velletri                                        | Decano del Sacro Collegio; Governatore di Velletri                                                                                    | 25/01/1509                 | 2 giugno 1542 da Paolo III     |
| Alessandro Farnese il Giovane            | Ducato di Parma e Piacenza     | Frascati e San Lorenzo in Damaso in commendam           | Arciprete della Basilica di San Pietro in Vaticano; Arcivescovo metropolita di Monreale; Abate commendatario di Saint-Étienne de Caen | 07/10/1520                 | 18 dicembre 1534 da Paolo III  |
| Cristoforo Madruzzo                      | Principato vescovile di Trento | Porto e Santa Rufina                                    | Principe vescovo di Trento e Bressanone; Sottodecano del Sacro Collegio                                                               | 05/07/1512                 | 2 giugno 1542 da Paolo III     |
| Antonio Carafa                           | Regno di Napoli                | Sant'Eusebio                                            | | 25/03/1538                 | 24 marzo 1568 da Pio V         |
| Niccolò Caetani di Sermoneta             | Stato Pontificio               | Sant'Eustachio, titolo pro illa vice                    | Amministratore apostolico di Capua | 23/02/1526                 | 22 dicembre 1536 da Paolo III  |
| Ippolito II d'Este                       | Ducato di Ferrara              | Santa Maria della Scala                                 | Amm. apostolico di Narbona; Abate commendatario di Boulbonne, Saint-Pierre de Flavigny e Pontigny                                     | 25/08/1509                 | 20 dicembre 1538 da Paolo III  |
| Giacomo Savelli                          | Stato Pontificio               | Santa Maria in Cosmedin, titolo pro illa vice           | Arcivescovo di Benevento, Cardinale Vicario di Sua Santità                                                                            | 28/10/1523                 | 19 dicembre 1539 da Paolo III  |
| Giulio della Rovere                      | Ducato di Urbino               | Sabina                                                  | Arcivescovo metropolita di Ravenna | 05/04/1533                 | 27 luglio 1547 da Paolo III    |
| Fulvio Giulio della Corgna, O.S.Io.Hier. | Stato Pontificio               | Sant'Adriano al Foro, titolo pro illa vice              | Vescovo di Perugia | 19/11/1517                 | 20 novembre 1551da Giulio III  |
| Marcantonio Maffei                       | Stato Pontificio               | San Callisto                                            | Datario di Sua Santità | 29/11/1521                 | 17 maggio 1570 da Pio V        |
| Giovanni Ricci                           | Ducato di Firenze              | Albano                                                  | Arcivescovo metropolita di Pisa | 01/11/1497                 | 20 novembre 1551da Giulio III  |
| Arcangelo de' Bianchi                    | Ducato di Milano               | San Cesareo in Palatio                                  | Vescovo di Teano | 04/10/1516                 | 17 maggio 1570 da Pio V        |
| Alvise Corner, O.S.Io.Hier.              | Repubblica di Venezia          | San Marco                                               | Camerlengo di Santa Romana Chiesa; Gran Priore dell'Ordine di Malta a Cipro                                                           | 12/02/1517                 | 20 novembre 1551 da Giulio III |
| Girolamo Simoncelli                      | Stato Pontificio               | Santi Cosma e Damiano                                   | Amministratore Apostolico di Orvieto                                                                                                  | 1522                       | 22 dicembre 1553 da Giulio III |
| Scipione Rebiba                          | Regno di Sicilia               | Santa Maria in Trastevere                               | Patriarca di Costantinopoli | 03/02/1504                 | 20 dicembre 1555 da Paolo IV   |
| Felice Peretti Montalto                  | Stato Pontificio               | San Girolamo dei Croati                                 | Vescovo di Fermo; futuro papa Sisto V                                                                                                 | 13/12/1521                 | 20 dicembre 1555 da Paolo IV   |
| Vincenzo Giustiniani                     | Repubblica di Venezia          | San Nicola fra le Immagini                              | Maestro generale dell'Ordine dei predicatori                                                                                          | 28/08/1519                 | 17 maggio 1570 da Pio V        |
| Giovanni Aldobrandini                    | Stato Pontificio               | San Simeone profeta                                     | Vescovo di Imola | 1525                       | 17 maggio 1570 da Pio V        |
| Charles d'Angennes de Rambouillet        | Regno di Francia               | Sant'Eufemia                                            | Vescovo di Vescovo di Le Mans | 30/10/1530                 | 17 maggio 1570 da Pio V        |
| Giovanni Antonio Serbelloni              | Ducato di Milano               | Sant'Angelo in Pescheria                                | Vescovo di Novara | 1519                       | 31 gennaio 1560 da Pio IV      |
| Stanisław Hozjusz                        | Regno di Polonia               | San Clemente                                            | Principe-vescovo di Varmia | 05/05/1504                 | 26 febbraio 1561 da Pio IV     |
| Carlo Borromeo                           | Ducato di Milano               | Santa Prassede                                          | Arcivescovo metropolita di Milano; Arciprete della Basilica Liberiana di Santa Maria Maggiore; Penitenziere Maggiore                  | 02/10/1538                 | 31 gennaio 1560 da Pio IV      |
| Pierdonato Cesi                          | Stato Pontificio               | Santi Vitale, Valeria, Gervasio e Protasio              | Vescovo di Narni | 13/05/1522                 | 17 maggio 1570 da Pio V        |
| Markus Sittich von Hohenems              | Sacro Romano Impero            | San Giorgio in Velabro                                  | Principe vescovo di Costanza; Arciprete della Basilica di San Giovanni in Laterano                                                    | 19/08/1533                 | 26 febbraio 1561 da Pio IV     |
| Francesco Gonzaga                        | Contea di Guastalla            | San Lorenzo in Lucina                                   | Vescovo di Mantova | 26 febbraio 1561 da Pio IV | 27                             |
| Alfonso Gesualdo                         | Regno di Napoli                | Santa Cecilia                                           | Arcivescovo di Conza | 20/10/1540                 | 26 febbraio 1561 da Pio IV     |
| Gianfrancesco Gambara                    | Sacro Romano Impero            | Santa Prisca                                            | Vescovo di Viterbo e Tuscania | 17/01/1533                 | 26 febbraio 1561 da Pio IV     |
| Giulio Acquaviva d'Aragona               | Regno di Napoli                | San Teodoro                                             | Ufficiale relatore del Supremo Tribunale della Segnatura Apostolica                                                                   | 1546                       | 17 maggio 1570 da Pio V        |
| Paolo Burali d'Arezzo                    | Regno di Napoli                | Santa Pudenziana                                        | Vescovo di Piacenza | 1511                       | 17 maggio 1570 da Pio V        |
| Luigi d'Este                             | Ducato di Ferrara              | Santa Lucia in Silice                                   | Arcivescovo di Auch | 25/12/1538                 | 26 febbraio 1561 da Pio IV     |
| Ludovico Madruzzo                        | Principato vescovile di Trento | Sant'Onofrio                                            | Principe-Vescovo di Trento | 1532                       | 26 febbraio 1561 da Pio IV     |
| Innico d'Avalos d'Aragona, O.S.Iacobi    | Regno di Napoli                | San Lorenzo in Lucina                                   | Vescovo di Mileto; Cancelliere del Regno di Napoli                                                                                    | 1536                       | 26 febbraio 1561 da Pio IV     |
| Francesco Pacheco de Villena             | Regno di Spagna                | Santa Croce in Gerusalemme                              | Inquisitore generale di Spagna; Vescovo di Burgos; Camerlengo del Collegio Cardinalizio                                               | 1508                       | 26 febbraio 1561 da Pio IV     |
| Girolamo da Correggio                    | Stato Pontificio               | Sant'Anastasia                                          | Arcivescovo metropolita di Taranto | 11/02/1511                 | 26 febbraio 1561 da Pio IV     |
| Ferdinando de' Medici                    | Ducato di Firenze              | Santa Maria in Domnica                                  | Prevosto di Santo Stefano di Prato | 30/07/1549                 | 6 febbraio 1563 da Pio IV      |
| Marcantonio Colonna                      | Stato Pontificio               | Santi XII Apostoli                                      | Arcivescovo metropolita di Salerno; Abate commendatario di Subiaco                                                                    | 1523                       | 12 marzo 1565 da Pio IV        |
| Tolomeo Gallio                           | Ducato di Milano               | Sant'Agata alla Suburra                                 | Arcivescovo di Manfredonia | 25/09/1527                 | 12 marzo 1565 da Pio IV        |
| Girolamo Rusticucci                      | Stato Pontificio               | Santa Susanna                                           | Vescovo di Senigallia | 12/01/1537                 | 17 maggio 1570 da Pio V        |
| Giovanni Gerolamo Albani                 | Repubblica di Venezia          | San Giovanni a Porta Latina                             | | 03/01/1509                 | 17 maggio 1570 da Pio V        |
| Marcantonio Bobba                        | Marchesato del Monferrato      | San Silvestro in Capite                                 | Vescovo di Aosta | 1500                       | 12 marzo 1565 da Pio IV        |
| Alessandro Sforza di Santa Fiora         | Stato Pontificio               | Santa Maria in Via                                      | Vescovo di Parma; Legato apostolico di Bologna; Legato apostolico di Romagna; Prevosto di Borgo San Donnino                           | 1534                       | 12 marzo 1565 da Pio IV        |
| Flavio Orsini                            | Stato Pontificio               | Santi Marcellino e Pietro e San Giovanni a Porta Latina | Vescovo di Spoleto | 1532                       | 12 marzo 1565 da Pio IV        |
| Francesco Alciati                        | Ducato di Milano               | Santa Maria in Portico Octaviae                         | Prefetto della Congregazione del Concilio; Vescovo di Civitate                                                                        | 02/02/1522                 | 12 marzo 1565 da Pio IV        |
| Francesco Abbondio Castiglioni           | Ducato di Milano               | San Nicola, diaconia pro illa vice                      | Vescovo di Bobbio | 12 marzo 1565 da Pio IV    | 42                             |
| Guido Luca Ferrero                       | Ducato di Savoia               | Santi Vito e Modesto in Macello Martiri                 | Vescovo di Vercelli | 18/05/1537                 | 12 marzo 1565 da Pio IV        |
| Antoine Perrenot de Granvelle            | Regno di Francia               | San Pietro in Vincoli                                   | Arcivescovo di Malines; Viceré di Napoli                                                                                              | 20/08/1517                 | 26 febbraio 1561 da Pio IV     |
| Ugo Boncompagni                          | Stato Pontificio               | San Sisto                                               | Prefetto del Supremo Tribunale della Segnatura di Grazia; eletto papa                                                                 | 07/01/1502                 | 12 marzo 1565 da Pio IV        |
| Benedetto Lomellini                      | Repubblica di Genova           | Santa Sabina                                            | Vescovo di Vescovo di Anagni | 1517                       | 12 marzo 1565 da Pio IV        |
| Prospero Santacroce                      | Stato Pontificio               | Santa Maria degli Angeli                                | Amministratore apostolico di Arles | 24/09/1514                 | 12 marzo 1565 da Pio IV        |
| Guglielmo Sirleto                        | Regno di Napoli                | San Lorenzo in Panisperna                               | Vescovo di Squillace; Bibliotecario di Santa Romana Chiesa                                                                            | 1514                       | 12 marzo 1565 da Pio IV        |
| Gabriele Paleotti                        | Stato Pontificio               | Santi Giovanni e Paolo                                  | Vescovo di Bologna | 04/10/1522                 | 12 marzo 1565 da Pio IV        |
| Michele Bonelli                          | Ducato di Milano               | Santa Maria sopra Minerva                               | Sovrintendente generale dello Stato Ecclesiastico; Gran priore di Roma del Sovrano Militare Ordine di Malta                           | 25/11/1541                 | 6 marzo 1566 da Pio V          |

### Cardinali assenti
| Nome                          | Paese                      | Titolo                                         | Incarichi                                                   | Nascita    | Creazione                      |
| ----------------------------- | -------------------------- | ---------------------------------------------- | ----------------------------------------------------------- | ---------- | ------------------------------ |
| Otto Truchsess von Waldburg   | Sacro Romano Impero        | Palestrina                                     | Principe vescovo di Augusta; Principe-prevosto di Ellwangen | 25/02/1514 | 19 dicembre 1544 da Paolo III  |
| Georges d'Armagnac            | Regno di Francia           | San Nicola in Carcere, titolo pro illa vice    | Amm. apostolico di Tolosa, Legato pontificio ad Avignone    | 1501       | 19 dicembre 1544 da Paolo III  |
| Diego de Espinosa y Arévalo   | Regno di Spagna            | Santo Stefano al Monte Celio                   | Vescovo di Sigüenza                                         | 11/09/1513 | 24 marzo 1568 da Pio V         |
| Enrico I del Portogallo       | Regno del Portogallo       | Santi Quattro Coronati                         | Arcivescovo di Lisbona, Reggente del Portogallo             | 31/12/1512 | 16 dicembre 1545 da Paolo III  |
| Charles de Lorraine-Guise     | Regno di Francia           | Sant'Apollinare alle Terme                     | Arcivescovo di Reims                                        | 17/02/1524 | 27 luglio 1547 da Paolo III    |
| Innocenzo Ciocchi del Monte   | Ducato di Parma e Piacenza | Santa Maria in Portico Octaviae                |                                                             | 14/04/1539 | 30 maggio 1550 da Giulio III   |
| Carlo di Borbone-Vendôme      | Regno di Francia           | San Crisogono                                  | Arcivescovo di Rouen                                        | 22/09/1523 | 9 gennaio 1548 da Paolo III    |
| Zaccaria Dolfin               | Repubblica di Venezia      | Santa Maria in Aquiro, titolo pro hac vice     | Vescovo di Lesina                                           | 29/03/1527 | 12 marzo 1565 da Pio IV        |
| Louis de Lorraine de Guise    | Regno di Francia           | San Tommaso in Parione, diaconia pro illa vice | Vescovo emerito di Albi                                     | 21/10/1527 | 22 dicembre 1553 da Giulio III |
| Gaspar Cervantes de Gaete     | Regno di Spagna            | Santa Balbina                                  | Arcivescovo metropolita di Tarragona                        | 11/03/1511 | 17 maggio 1570 da Pio V        |
| Nicolas de Pellevé            | Regno di Francia           | Santi Giovanni e Paolo                         | Arcivescovo metropolita di Sens                             | 18/10/1515 | 17 maggio 1570 da Pio V        |
| Alessandro Crivelli           | Ducato di Milano           | Santa Maria in Ara Coeli                       | Vescovo di Cariati                                          | 1514       | 12 marzo 1565 da Pio IV        |
| Antoine de Créqui             | Regno di Francia           | San Trifone, diaconia pro illa vice            | Vescovo di Amiens                                           | 17/07/1531 | 12 marzo 1565 da Pio IV        |
| Giovanni Francesco Commendone | Repubblica di Venezia      | cardinale diacono senza diaconia               | Legato pontificio in Polonia                                | 17/03/1524 | 12 marzo 1565 da Pio IV        |